# مصدر التشظي النيوتروني
مصدر التشظي النيوتروني (SNS) هو منشأة ضخمة تقوم على مصدر نيوتروني في الولايات المتحدة يوفر حزم نيوترونية نبضية أكثر كثافة في العالم للبحث العلمي والتنمية الصناعية. يستضيف هذا المرفق كل عام مئات الباحثين من الجامعات والمختبرات الوطنية والصناعية، الذين يجرون البحوث الأساسية والتطبيقية وتطوير التكنولوجيا باستخدام النيوترونات. المركز هو جزء من مختبر أوك ريدج الوطني، الذي تديره شركة يوتا باتيل لوزارة الطاقة الأمريكية.

## أبحاث نثر النيوترونات
يسمح نثر النيوترونات للعلماء بإحصاء النيوترونات المبعثرة، وقياس طاقاتها والزوايا التي تتشتت فيها، ورسم خريطة مواقعها النهائية. يمكن أن تكشف هذه المعلومات عن التركيب الجزيئي والمغناطيسي وسلوك المواد، مثل الموصلات الفائقة ذات درجة الحرارة العالية والبوليمرات والمعادن والعينات البيولوجية. بالإضافة إلى الدراسات التي تركز على الفيزياء الأساسية، فإن أبحاث تشتت النيوترونات لها تطبيقات في البيولوجيا الهيكلية والتكنولوجيا الحيوية، والمغناطيسية والموصلية الفائقة، والمواد الكيميائية والهندسية، وتكنولوجيا النانو والسوائل المعقدة وغيرها.

## آلية العمل
تبدأ عملية التشظي في بأيونات الهيدروجين سالبة الشحنة التي ينتجها مصدر أيوني. يتكون كل أيون من بروتون يدور حوله إلكترونان. يتم حقن الأيونات في معجل جسيمات خطي، مما يسرعها إلى طاقة تبلغ حوالي 1 جيجا إلكترون فولت (أو إلى حوالي 90٪ من سرعة الضوء). تمر الأيونات عبر رقاقة تقطع إلكترونين من كل أيون وتحولهما إلى بروتون. تنتقل البروتونات إلى هيكل على شكل حلقة تسمى حلقة تراكم البروتونات، حيث تدور حولها بسرعات عالية جدًا وتتراكم في «عناقيد». يتم إطلاق كل مجموعة من البروتونات من الحلقة على شكل نبضة، بمعدل 60 مرة في الثانية (60 هرتز). تضرب نبضات البروتون عالية الطاقة هدفًا من الزئبق السائل، حيث يحدث التشظي. يتم بعد ذلك إبطاء النيوترونات المتناثرة في وسيط وتوجيهها عبر خطوط الشعاع إلى المناطق التي تحتوي على أدوات خاصة حيث يتم استخدامها في مجموعة متنوعة من التجارب.

## روابط خارجية
- الموقع الرسمي
- T. E. Mason et al., "The Spallation Neutron Source: A Powerful Tool for Materials Research," arXiv:physics/0007068v1.
- "SNS: Neutrons for 'molecular movies,'" Symmetry, vol. 03(05), Jun/Jul, 2006.